# Gerd Seifert
Pour les articles homonymes, voir Seifert.
Gerd Seifert est un corniste allemand né le 17 octobre 1931 à Hambourg et mort le 28 février 2019 à Berlin.

## Biographie
Gerd-Heinrich Seifert naît le 17 octobre 1931 à Hambourg.
Il étudie à la Hochschule für Musik de Hambourg entre 1944 et 1949 et travaille le cor avec Albert Döscher.
Comme musicien d'orchestre, il est co-soliste à l'Orchestre philharmonique de Hambourg entre 1947 et 1949 puis devient cor solo de l'Orchestre symphonique de Düsseldorf entre 1949 et 1964, tout en tenant régulièrement la partie de cor de Siegfried au Festival de Bayreuth à partir de 1961.
En 1956, Gerd Seifert remporte le Concours international de musique de l'ARD à Munich.
En 1964, il est reçu cor solo à l'Orchestre philharmonique de Berlin. Depuis lors, il se produit également au sein des formations de musique de chambre de l'orchestre berlinois (notamment l'Octuor philharmonique de Berlin et 13 Bläser) et mène en parallèle une carrière de soliste. Avec l'Orchestre philharmonique de Berlin, il enregistre les Concertos pour cor de Mozart sous la direction d'Herbert von Karajan. Il prend sa retraite de l'orchestre en 1996.
Comme pédagogue, Seifert est professeur à la Hochschule für Musik de Düsseldorf entre 1954 et 1964 puis à la Hochschule für Musik de Berlin à compter de 1964, jusqu'en 2003. Après sa retraite, il joue en 2005 et 2006 en tant que cor solo dans l'Orchestre du Grand théâtre du Liceu à Barcelone et comme cor solo honoraire avec l'Orchestre symphonique de Singapour.
Il meurt le 28 février 2019 à Berlin.